# Beach Soccer Worldwide
La Beach Soccer Worldwide (BSWW) est la fédération mondiale qui contrôle le beach soccer. Elle est fondée en 1992 et son siège est situé à Sant Sadurní d'Anoia dans la province de Barcelone. Son président est l'Espagnol Luis Felipe Tavares.
La Beach Soccer Worldwide est reconnue par la FIFA comme l'entité principale derrière la création et la croissance de beach soccer.

## Histoire
La BSWW née en 1992, pour l'organisation du premier championnat du monde. En 1996, le premier Pro Beach Soccer Tour a lieu et le sport commence son irrésistible ascension avec le Euro Beach Soccer League peu après.
Jusqu'en 2005, le beach soccer, et avec lui le championnat du monde du beach soccer disputé chaque année de 1995 à 2004, est principalement organisé par le groupe espagnol Beach Soccer World Wide qui bénéficie du soutien de la FIFA mais non de son intervention directe.
En 2005, le beach soccer passe sous l'égide de la Fédération internationale de football association qui s'associe à la BSWW pour d'une part créer la FIFA Beach Soccer SL (FBSSL), une nouvelle filiale basée aussi à Barcelone et exclusivement consacrée à l'organisation annuelle de la coupe du monde de beach soccer de la FIFA à partir de 2005, et d'autre part, de développer cette discipline dans le monde entier. Le président de la FIFA, Sepp Blatter, souligne alors :
« Le beach soccer représente une alternative extrêmement intéressante et passionnante au football traditionnel. La popularité et la technicité de cette discipline créée il y a dix ans n'ont cessé de se développer. Il est donc tout à fait logique que la FIFA, l'instance faîtière du football mondial, s'ouvre au beach soccer et nous sommes impatients d'apporter notre savoir-faire ainsi que notre expertise afin d'améliorer cette discipline sans oublier pour autant de préserver le sens de la spontanéité et du plaisir du jeu, deux valeurs essentielles dans le sport. »
Aujourd'hui, la Beach Soccer Worldwide est responsable de l'organisation de tous les autres grands événements de beach soccer international, y compris l'Euro Beach Soccer League, l'Euro Beach Soccer Cup, le BSWW Mundialito et les phases éliminatoires de la Coupe du monde FIFA.
En 2011, la BSWW signe un partenariat avec Samsung pour l'organisation pendant trois ans de la Coupe intercontinentale de beach soccer renommée Samsung Intercontinental Cup.
Début 2012, la BSWW signe un autre partenariat avec Power Horse, leader du marché des boissons énergisantes dans plusieurs pays dans le monde, incluant les événements en Russie, au Brésil, en France et à Dubaï ainsi que l'Euro Beach Soccer League 2012.

## Organisation
Étant étroitement liée à la FIFA dans son fonctionnement, la BSWW garde la même répartition à l'échelle mondiale : 
- la CONCACAF pour l'Amérique du Nord, l'Amérique Centrale et les Caraïbes
- la CONMEBOL pour l'Amérique du Sud
- l'UEFA pour l'Europe
- la CAF pour l'Afrique
- l'AFC pour l'Asie
- l'OFC pour l'Océanie

## Compétitions organisées par la BSWW
- BSWW Mundialito (depuis 1994)
- Championnat du monde (de 1995 à 2004)
- Euro Beach Soccer League (depuis 1998)
- Euro Beach Soccer Cup (depuis 1998)
- phases éliminatoires de la Coupe du monde FIFA (depuis 2005)
- Coupe du monde des clubs (depuis 2011)
- Coupe intercontinentale (depuis 2011)
- Euro Winners Cup (depuis 2013)

### BSWW tour
La Beach Soccer Worldwide organise de nombreux tournois dans le monde pour promouvoir le beach soccer :
- Mundialito (depuis 1994)
- Copa Latina
- Copa das Naçoes
- Copa Lagos
- Copa América

## Classement BSWW
La Beach Soccer Worldwide édite un classement mondial des équipes nationales de beach soccer avec la FIFA après chaque édition de la Coupe du monde de beach soccer.
Une version européenne est aussi faite pour qualifier les huit meilleures sélections d'Europe à l'Euro Beach Soccer Cup.

## BSWW Foundation
La Beach Soccer Worldwide étend son engagement au-delà des plages. La BSWW Foundation est son outil pour intervenir sur trois préoccupations principales :
- Protection de l'environnement grâce à la sensibilisation, le recyclage
- Le développement des enfants et des jeunes par le sport
- Sensibilisation au cancer de la peau